# Pasar Ujung
Pasar Ujung is een bestuurslaag in het regentschap Kepahiang van de provincie Bengkulu, Indonesië. Pasar Ujung telt 8661 inwoners (volkstelling 2010).